# Jan Ignacy Kenig

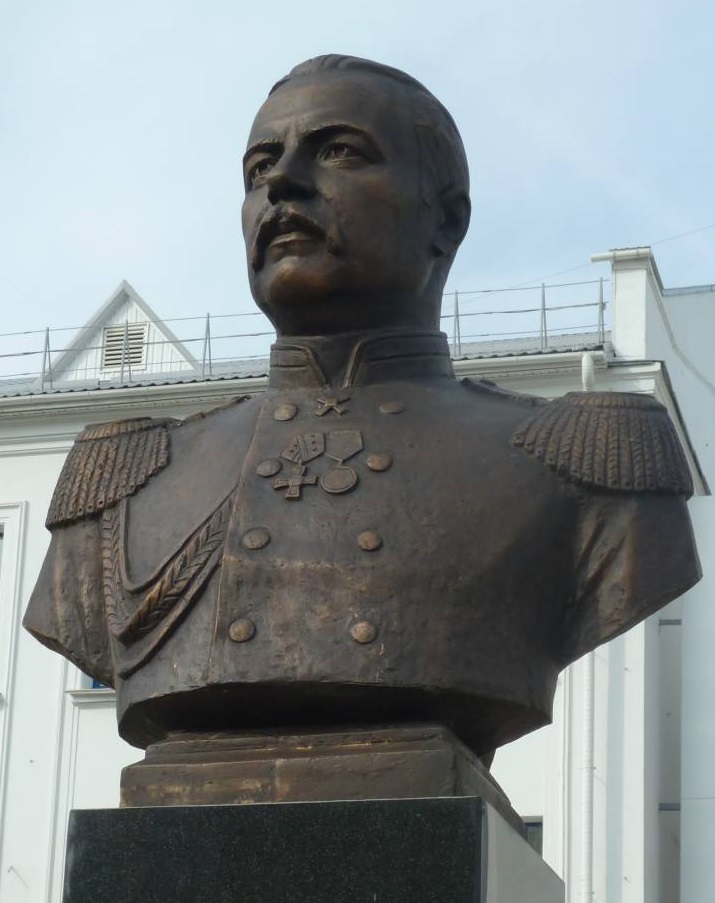
Jan-Ignacy-Kenig-Denkmal in Nischni Nowgorod

Jan Ignacy Florian Fjodorowitsch Kenig, auch Koenig oder König, (polnisch Jan (Iwan Fiodorowicz) Kenig; russisch Иван (Ян Игнацы) Фёдорович (Феофилович) Кениг; * 10. März 1822 in Plozk; † 5. Novemberjul. / 17. November 1880greg. in St. Petersburg) war ein polnisch-russischer Verkehrs- und Brücken-Bauingenieur.

## Leben
Kenig, Sohn eines Kontrollbeamten der staatlichen Kontrollbehörde, studierte in St. Petersburg am Institut des Verkehrsingenieur-Korps mit Abschluss 1843 als Porutschik. Darauf kam er sogleich in die Süddirektion des Baus der St. Petersburg-Moskau.Eisenbahnstrecke, wo er 1852 Abteilungsleiter wurde.

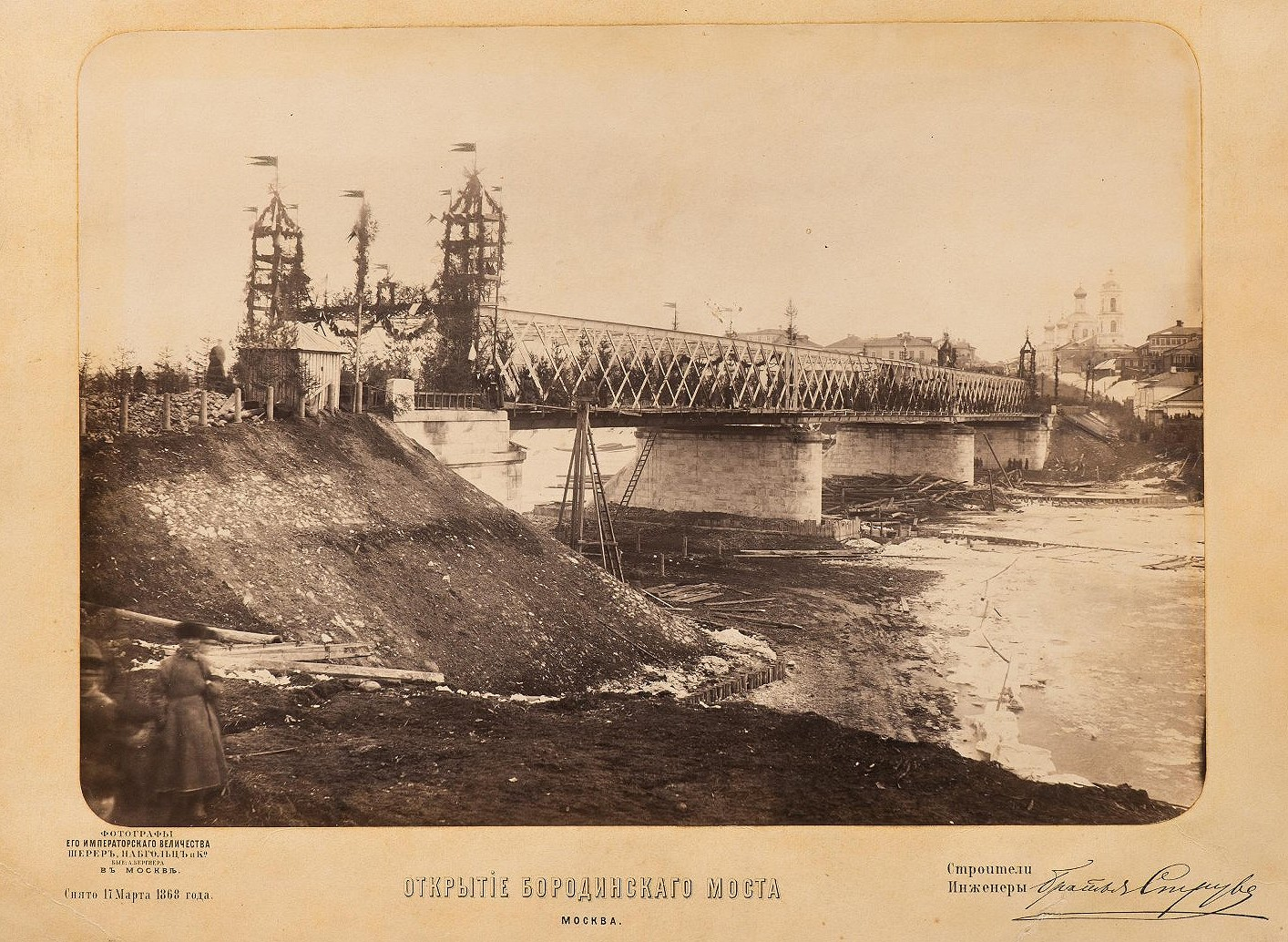
Moskauer Borodinski-Brücke (1868)

Ab 1863 leitete Kenig die Nischni-Nowgorod-Hauptstrecke, deren Länge er in fünf Jahren fast verdoppelte. Als 1865 die Stadt Moskau den Bau einer neuen Straßenbrücke über die Moskwa für 300.000 Rubel ausschrieb als Ersatz für die Borodinski-Holzbrücke (benannt nach der Schlacht bei Borodino), projektierte Kenig zusammen mit Iwan Rerberg eine Bogenbrücke und alternativ eine dreiteilige-Stahl-Fachwerk-Balkenbrücke. Die Stadtduma entschied sich 1866 für die Fachwerkbrücke, mit deren Bau Amand Struwe beauftragt wurde. Gebaut wurde die Brücke innerhalb von 8 Monaten mit Eröffnung im März 1868. Wegen der stark gestiegenen Verkehrsbelastung wurde die Fachwerkbrücke 1912 von Roman Klein mit Alexei Tschitschagow,  Grigori Barchin und M. I. Schtschokotow durch die breitere, sich dem Stadtbild besser einfügende heutige Borodinski-Bogenbrücke ersetzt.

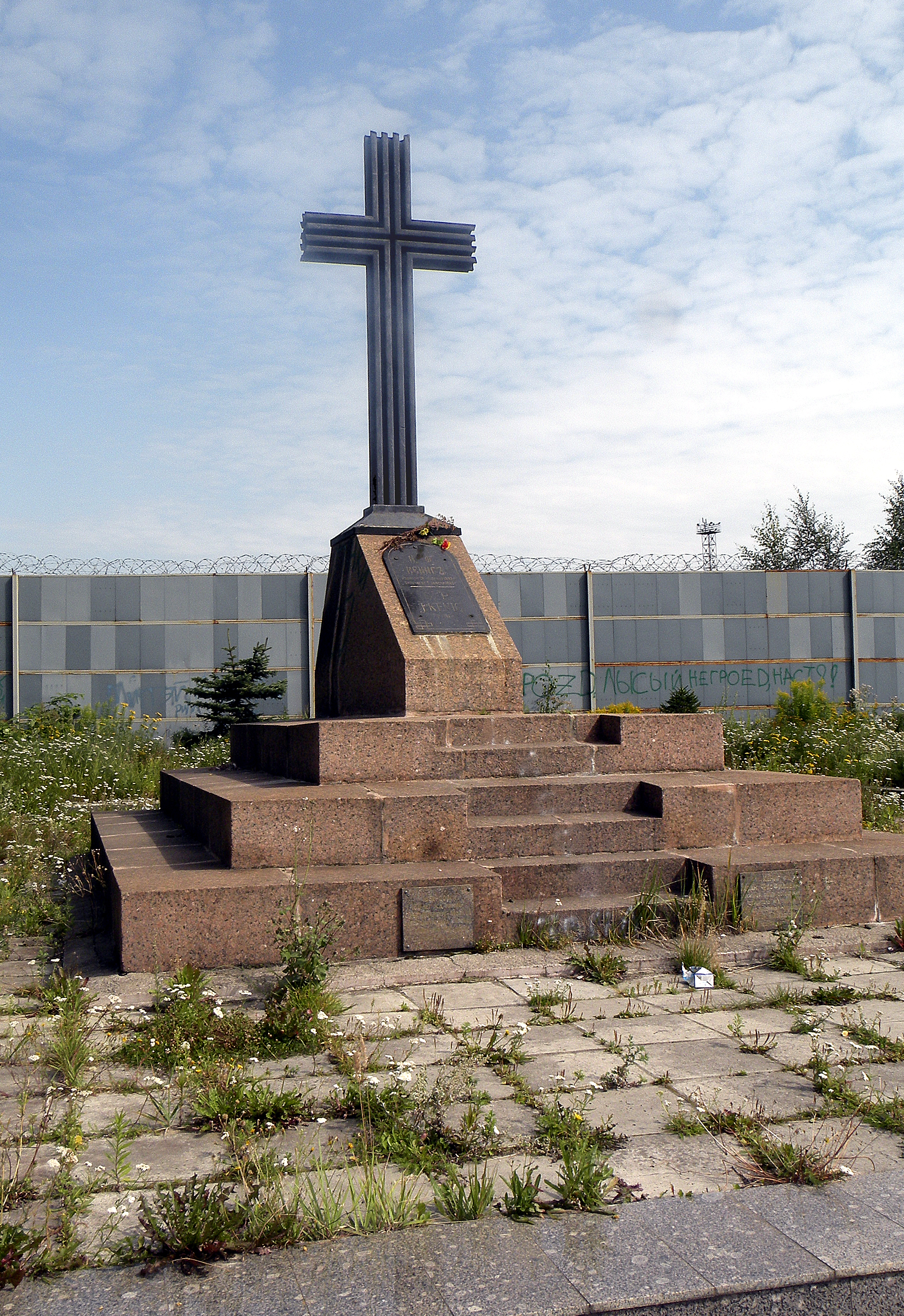
Kenigs Grabdenkmal

Darauf wechselte Kenig zur Nikolai-Eisenbahn (bis 1855 St-Petersburg-Moskau-Eisenbahn), deren Direktor er wurde, während Rerberg nun die Nischni Nowgoroder Bahn leitete. Kenig ersetzte Gusseisen-Schienen durch Stahl-Schienen und Holzbrücken durch Gusseisenbrücken. Er führte Schnellzüge ein und verbesserte das Eisenbahnsignalwesen. Er verdoppelte die Zahl der Dampflokomotiven und verdreifachte die Zahl der Waggons. Er verbesserte die Arbeitsbedingungen der Arbeiter und Angestellten und führte billige Kantinen ein.
Kenig starb am 17. November 1880 in St. Petersburg und wurde nahe dem Rangierbahnhof der Nikolai-Bahn auf dem Preobraschenskoje-Friedhof begraben, wofür die Stadtduma eine kostenlose Grabstätte zugewiesen hatte. Bei der Erweiterung des Rangierbahnhof-Parks wurde die Kenig-Grabstätte mit dem Denkmal versetzt, wobei das Kreuz aus Gusseisen-Schienen erhalten blieb.
Am 5. August 2012, dem 175. Jahrestag der Russischen Eisenbahn, dem 150. Jahrestag der Gorki-Eisenbahn und dem Tag des Eisenbahners, wurde in Nischni Nowgorod auf dem neuen Platz der Eisenbahner vor dem alten Gebäude der Gorki-Eisenbahn-Verwaltung das Kenig-Denkmal für den ersten Leiter der Moskau-Nischni Nowgoroder Eisenbahn des Nischni Nowgoroder Bildhauers Iwan Iwanowitsch Lukin eingeweiht.

## Ehrungen
- Sankt-Stanislaus-Orden I. Klasse
- Orden Danilos I. für die Unabhängigkeit II. Klasse, I. Klasse
- Franz-Joseph-Orden II. Klasse
- Dannebrogorden II. Klasse
- Sonnen- und Löwenorden II. Klasse
- Erlöser-Orden II. Klasse
- Mecidiye-Orden II. Klasse
- Wasaorden II. Klasse